# 1781 Van Biesbroeck
1781 Van Biesbroeck (A906 UB) là một tiểu hành tinh vành đai chính được phát hiện ngày 17 tháng 10 năm 1906 bởi A. Kopff ở Heidelberg.